# Western Pacific Railroad Company
Az 1903-1983 között működő vállalatról lásd: Western Pacific Railroad
A Western Pacific Railroad (1862-1870) 1862-ben alakult, hogy vasutat építsen a Kaliforniai Sacramentótól a San Francisco-öbölig, mely az Első transzkontinentális vasútvonal legnyugatibb szakasza volt. Miután 1869. szeptember 6-án elkészült a Sacramentótól az Alameda terminálig tartó vasútvonal, majd 1869. november 8-án az oaklandi móló, amely a transzkontinentális vasút csendes-óceáni parti végállomása volt, a Western Pacific Railroad 1870-ben beolvadt a Central Pacific Railroadba.

## Mozdonyok
A Western Pacific összesen tíz mozdonyt üzemeltetett. Az első ötöt 1864-ben a Norris Locomotive Works üzemben építették a pennsylvaniai Lancasterben. Ezek közül az egyik egy 12 tonnás 4-2-0 volt, míg a többi a hagyományosabb 4-4-0 típusú, 30 és 33 tonna közötti tömegű. A philadelphiai Baldwin Locomotive Works három további 30 tonnás 4-4-0 mozdonyt épített 1866-ban, és két hasonló mozdonyt a massachusettsi Mason Machine Works épített 1867-ben.
A G betűjelű Mariposa mozdonyt a Norris Locomotive Works építette 1864-ben. A Southern Pacific 1914-ben eladta a Stockton Terminal & Eastern #1-nek. Jelenleg a Los Angeles-i Griffith Parkban (Los Angeles, Kalifornia) található Travel Town Museumban látható, ez az eredeti Western Pacific egyetlen fennmaradt mozdonya.